# Rungus
Le rungus est une langue austronésienne parlée en Malaisie, dans l'État de Sabah. La langue appartient à la branche malayo-polynésienne des langues austronésiennes.

## Classification
Le rungus est une des langues dusuniques. Celles-ci sont rattachées aux langues sabahanes, un sous-groupe des langues malayo-polynésiennes occidentales qui fait partie des langues bornéo du Nord.

## Vocabulaire
Exemples du vocabulaire de base du rungus:
| français | rungus  | Prononciation |
| -------- | ------- | ------------- |
| chien    | asu     |               |
| enfant   | anak    |               |
| feu      | apuy    |               |
| ciel     | avan    |               |
| année    | to’on   |               |
| cerf     | tambang |               |

## Sources
- (en) Blust, Robert, Nasal and Nasalization in Borneo, Oceanic Linguistics, 36:1, pp. 149-179, 1997.
- (en) Kroeger, Paul R., On the origins of Dusunic Moveable T-, Language and Oral Traditions in Borneo. Selected Papers from the First Extraordinary Conference of The Borneo Reasearch Council, Kuching, Sarawak, Malaysia, August 4-9, 1990, pp. 93-114, Williamsburg, Borneo Research Council, 1990,  (ISBN 0962956864)